# 栗林三郎
栗林 三郎（くりばやし さぶろう、1907年（明治40年）1月5日 - 2001年（平成13年）2月24日）は、昭和期の農民運動家、政治家。衆議院議員。米価引上げと出稼ぎ農家の労働条件改善に尽力し「米と出稼ぎの栗林」と称された。

## 経歴
北海道出身。1922年（大正11年）江別尋常高等小学校を卒業した。
大曲町会議員を経て、秋田県議会議員に選出され2期在任。日本社会党秋田県連合会書記長、全日本農民組合中央常任執行委員、同米価対策特別委員長などを務めた。
1955年（昭和30年）2月の第27回衆議院議員総選挙に秋田県第2区から左派社会党公認で出馬したが落選。1958年（昭和33年）5月の第28回総選挙に社会党公認で出馬して初当選。以後、1967年（昭和42年）1月の第31回総選挙まで再選された。第32回、第33回総選挙には出馬せず、1976年（昭和51年）12月の第34回総選挙で再選され、衆議院議員に通算5期在任した。この間、社会党中央執行委員、同党秋田県連合会執行委員長、全日本農民組合秋田県連合会執行委員長、米価審議会委員などを務めた。1972年（昭和47年）大曲信用金庫（のち秋田ふれあい信用金庫）理事に就任し、その後、理事長となった。
1964年（昭和39年）第1回全国出稼ぎ者大会を開催し、1970年（昭和45年）全国出稼組合連合会を結成して初代会長に就任し、その後、同名誉会長となった。

## 親族
- 二男 栗林次美（秋田県議会議員、大仙市長）[1]